# Государственный строй Нидерландов

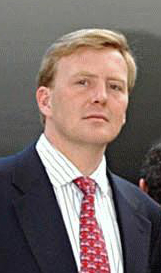
Король Виллем-Александр официально является главой государства

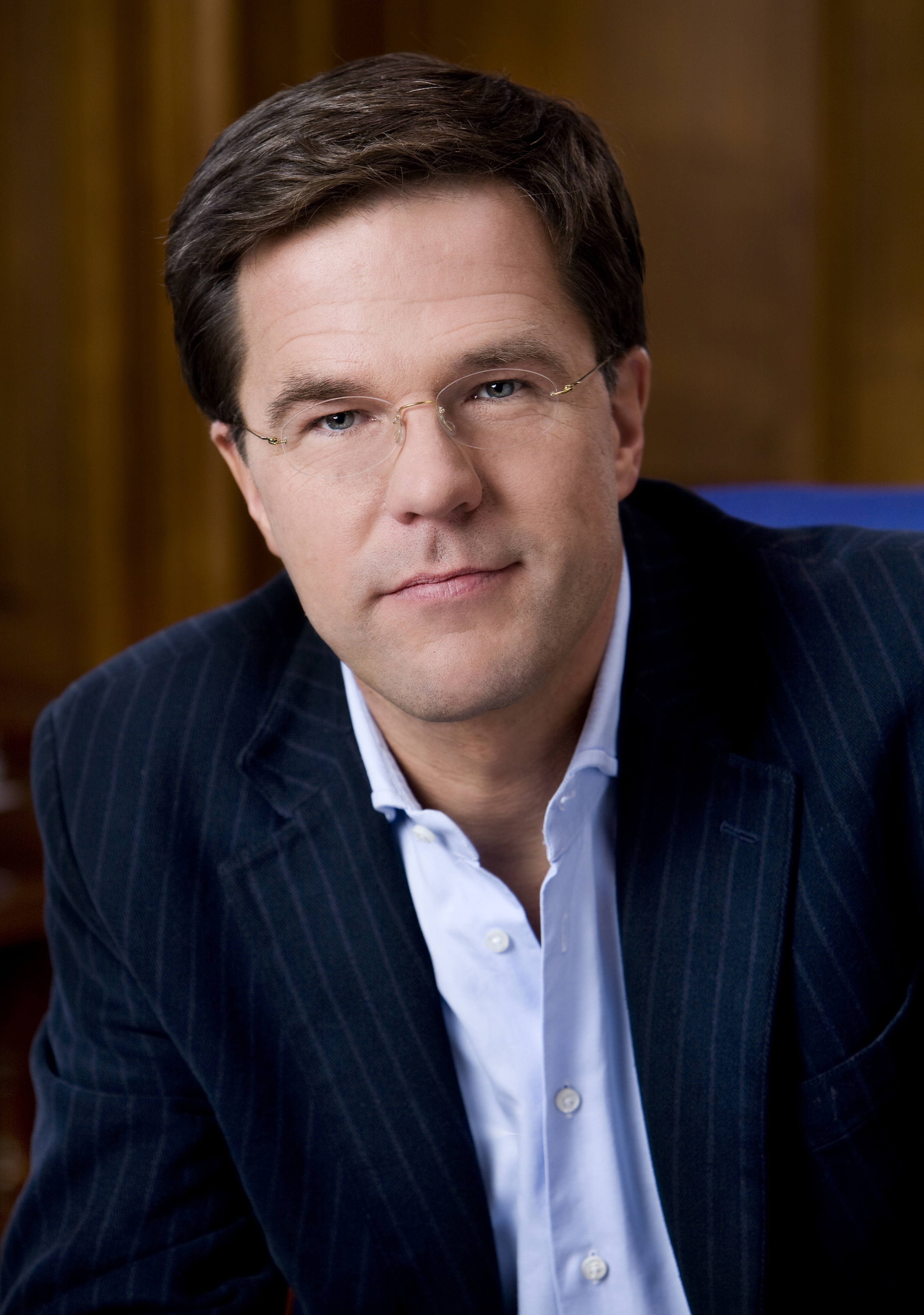
Исполнительная власть принадлежит правительству во главе с премьер-министром Схоф

Нидерланды являются конституционной парламентской монархией.

## Конституция
Первая конституция Нидерландов 1815 года наделяла основной властью короля, но давала законодательные полномочия двухпалатному парламенту (Генеральным штатам). Современная конституция страны была принята в 1848 году по инициативе короля Виллема II и известного либерала Йохана Рудольфа Торбеке. Эту конституцию можно считать «мирной революцией», потому что она резко ограничила власть короля и передала исполнительную власть кабинету министров. Парламент отныне избирался на прямых выборах, и он получил большое влияние на решения правительства. Таким образом, Нидерланды стали одной из первых стран в Европе, совершивших переход от абсолютной монархии к конституционной монархии и парламентской демократии.
В 1917 году изменение в конституции дало избирательные права всем мужчинам, достигшим 23 лет; в 1919 году право голоса получили все женщины. С 1971 года право голоса имеют все граждане, достигшие 18 лет. В 1983 была принята новая Конституция, отныне населению гарантировались не только политические, но и социальные права: защита от дискриминации (на основании религии, политических убеждений, расы, пола и другим причинам), запрет на смертную казнь и право на прожиточный минимум. Правительство получило обязанность защищать население от безработицы и охранять окружающую среду. Несколько изменений в конституции после 1983 года отменили службу в армии по призыву и разрешили использовать вооружённые силы для миротворческих операций за границей.
В Конституции (de Grondwet) перечислены гражданские и социальные права жителей государства; также в ней описаны роль и функции институтов, наделённых исполнительной, законодательной и судебной властью. Следует отметить, что Конституция имеет силу лишь на европейской территории королевства Нидерландов. У государства в целом (помимо европейской части, ещё Аруба, Кюрасао и Синт-Мартен) есть своя Хартия, по которому закреплено федеративное устройство. В Нидерландах нет Конституционного суда, и у судей нет компетенции пересматривать законы. Но международные договоры и Статут Королевства имеют больше силы, поэтому, по условиям, в некоторых случаях закон может быть пересмотрен судьями. Существует следующий порядок принятия конституционных поправок:
1. Для пересмотра Конституции должен быть принят Акт парламента, в котором указывается необходимость принятия поправки к Конституции в предложенной им редакции.
2. Вторая палата может разделить представленный законопроект на несколько законопроектов по предложению, внесённому Королём или от имени Короля либо в ином установленном порядке.
3. Обе палаты Генеральных штатов распускаются после опубликования Акта парламента, указанного в пункте первом.
4. Вновь избранные палаты рассматривают законопроект о внесении поправки в Конституцию, и законопроект должен быть принят большинством не менее чем в две трети голосов депутатов.
5. Вторая палата может разделить законопроект о внесении поправки в Конституцию на несколько законопроектов по предложению, внесённому Королём или от имени Короля либо в ином установленном порядке, если решение по этому вопросу выносится большинством не менее чем в две трети голосов депутатов.[1]

## Политические институты
Главными политическими институтами являются: монархия, кабинет, Генеральные Штаты (парламент) и судебная система.

### Монархия
Монарх Нидерландов официально является главой государства, однако делегирует власть кабинету министров. С 2013 года королем является Виллем-Александр из старинной Оранской династии, наследницей престола — его дочь принцесса Катарина-Амалия Нидерландская. С 1890 по 2013 год на престоле находились только женщины. Монарх нередко отрекается от престола в пользу наследника по достижении пожилого возраста. На практике монарх почти не вмешивается в политическую жизнь, ограничиваясь официальными церемониями, но в то же время имеет определённое влияние на формирование нового кабинета после парламентских выборов и на назначение королевских комиссаров в провинциях.

### Законодательная власть
Парламент Нидерландов называется Генеральные штаты состоит из Нижней или Второй палаты (150 мест) и Высшей или Первой палаты (75 мест), которую также называют Сенатом. Обе палаты обсуждают и принимают законопроекты и следят за действиями кабинета. У Второй палаты есть права законодательной инициативы и внесения поправок.
Члены второй палаты избираются поименно прямым голосованием каждые четыре года, поэтому в случае выхода из партии депутат может остаться независимым или примкнуть к другой. Члены Первой палаты избираются непрямым голосованием  по общеголландским спискам членами советов провинций каждые четыре года после выборов в советы провинций, который проводятся по пропорциональной системе.
Основными политическими партиями Нидерландов являются Народная партия за свободу и демократию (33 место в нижней палате парламента из 150), Партия труда (9 мест), Партия свободы (20 места), Христианско-демократический призыв (19 место), Социалистическая партия (14 мест), Зелёные (14 мест), Демократы 66 (19 мест).

### Исполнительная власть

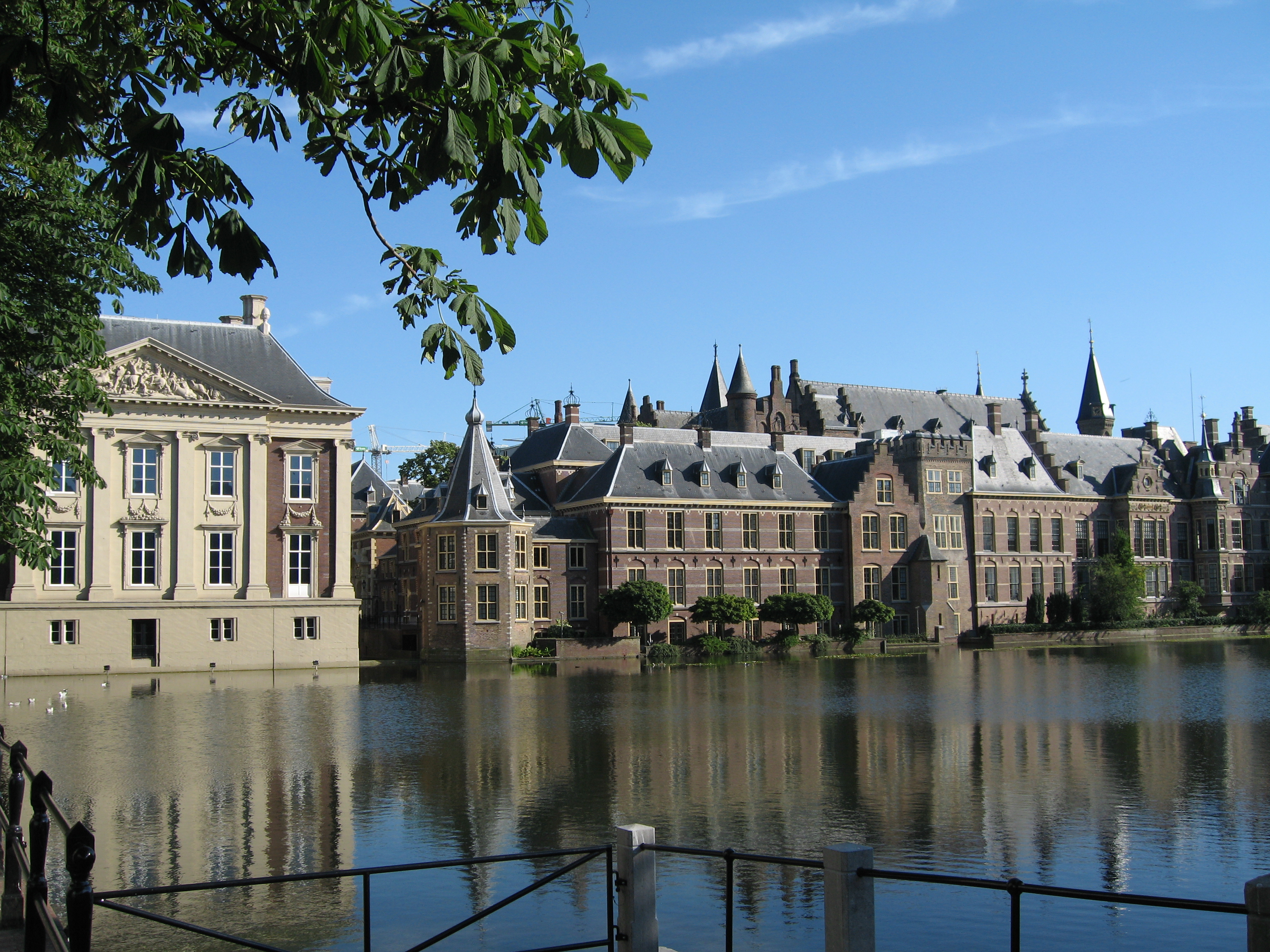
Бинненхоф, комплекс зданий в центре Гааги, где располагается парламент и резиденция премьер-министра

Исполнительная власть сосредоточена в руках неформального органа — кабинета Нидерландов, состоящего из министров и госсекретарей (министры образуют более узкий конституционный орган — Совет министров Нидерландов). Кабинет обязан согласовывать основные решения с парламентом, и поэтому формируется на основе парламентского большинства. Ни одна партия за последние более чем 100 лет истории Нидерландов не имела большинства в парламенте, поэтому правительства всегда носили коалиционный характер. Премьер-министром с 14 октября 2010 года является лидер «Народной партия за свободу и демократию» — Марк Рютте.
| Результаты выборов 2010 года                  | Результаты выборов 2010 года | Результаты выборов 2010 года | Результаты выборов 2010 года | Результаты выборов 2010 года |
| Партии                                        | Лидер                        | Количество голосов           | Места во Второй палате       | Места в Первой палате        |
| --------------------------------------------- | ---------------------------- | ---------------------------- | ---------------------------- | ---------------------------- |
| Народная партия за свободу и демократию (VVD) | Марк Рютте                   | 1 929 575                    | 31                           | 16                           |
| Партия труда (PvdA)                           | Йоб Кохен                    | 1 848 805                    | 30                           | 14                           |
| Партия свободы (PVV)                          | Герт Вилдерс                 | 1 454 493                    | 24                           | 10                           |
| Христианско-демократический призыв (CDA)      | Ян Петер Балкененде          | 1 281 886                    | 21                           | 11                           |
| Социалистическая партия (PVV)                 | Эмиль Румер                  | 924 696                      | 15                           | 8                            |
| Демократы 66 (D66)                            | Александр Пехтолд            | 654 167                      | 10                           | 5                            |
| Зелёные Левые (GL)                            | Иоланда Сап                  | 628 096                      | 10                           | 5                            |
| Христианский Союз (CU)                        | Арие Слоб                    | 305 094                      | 5                            | 2                            |
| Реформистская партия (SGP)                    | Кеес ван дер Стай            | 163 581                      | 2                            | 1                            |
| Партия защиты животных (PvdD)                 | Марианне Тиме                | 122 317                      | 2                            | 1                            |
| 50PLUS (50+)                                  | Ян Найджел                   | —                            | 0                            | 1                            |
| Независимая партия Сената (OSF)               | Киис де Ланге                | —                            | 0                            | 1                            |
| всего (явка 75,4 %)                           | всего (явка 75,4 %)          | 9 442 977                    | 150                          | 75                           |